# Pawieł Trichiczew
Pawieł Siergiejewicz Trichiczew (ros. Павел Сергеевич Трихичев; ur. 7 listopada 1992 w Monczegorsku) – rosyjski narciarz alpejski, olimpijczyk.

## Kariera
Po raz pierwszy na arenie międzynarodowej pojawił się 4 grudnia 2007 roku w Abzakowie, gdzie w zawodach FIS Race zajął 112. miejsce w gigancie. W marcu 2010 roku wystartował na mistrzostwach świata juniorów w Regionie Mont Blanc, zajmując między innymi 22. miejsce w slalomie. Jeszcze trzykrotnie startował na imprezach tego cyklu, najlepszy wynik osiągając podczas mistrzostw świata juniorów w Quebecu w 2013 roku, gdzie był szósty w kombinacji.
W zawodach Pucharu Świata zadebiutował 9 marca 2013 roku w Kranjskiej Gorze, gdzie nie zakwalifikował się do pierwszego przejazdu w gigancie. Pierwsze pucharowe punkty wywalczył 14 grudnia 2013 roku w Val d’Isère, zajmując 28. miejsce w gigancie. Pierwszy raz na podium zawodów pucharowych stanął 12 stycznia 2018 roku w Wengen, kończąc rywalizację w superkombinacji na drugiej pozycji. W zawodach tych rozdzielił na podium Francuza Victora Muffat-Jeandeta i Petera Filla z Włoch. Było to równocześnie jego pierwsze miejsce w czołowej dziesiątce zawodów PŚ.
W 2014 roku wystąpił na igrzyskach olimpijskich w Soczi, zajmując 24. miejsce w superkombinacji, 26. miejsce w supergigancie i 33. miejsce w slalomie. Był też między innymi osiemnasty w kombinacji na mistrzostwach świata w Sankt Moritz w 2017 roku.

## Osiągnięcia

### Igrzyska olimpijskie
| Miejsce | Dzień     | Rok  | Miejscowość | Konkurencja     | Czas biegu | Strata | Zwycięzca       |
| ------- | --------- | ---- | ----------- | --------------- | ---------- | ------ | --------------- |
| 24.     | 14 lutego | 2014 | Soczi       | Superkombinacja | 2:45,20    | +8,09  | Sandro Viletta  |
| 24.     | 16 lutego | 2014 | Soczi       | Supergigant     | 1:18,14    | +2,48  | Kjetil Jansrud  |
| DNF1    | 19 lutego | 2014 | Soczi       | Gigant          | 2:45,29    | -      | Ted Ligety      |
| 33.     | 22 lutego | 2014 | Soczi       | Slalom          | 1:41,84    | +17,95 | Mario Matt      |
| DNF1    | 13 lutego | 2018 | Pjongczang  | Superkombinacja | -          | -      | Marcel Hirscher |

### Mistrzostwa świata
| Miejsce | Dzień     | Rok  | Miejscowość       | Konkurencja     | Czas biegu | Strata | Zwycięzca            |
| ------- | --------- | ---- | ----------------- | --------------- | ---------- | ------ | -------------------- |
| 27.     | 15 lutego | 2013 | Schladming        | Gigant          | 2:28,92    | +6,46  | Ted Ligety           |
| 31.     | 5 lutego  | 2015 | Vail/Beaver Creek | Supergigant     | 1:15,68    | +2,70  | Hannes Reichelt      |
| 24.     | 8 lutego  | 2015 | Vail/Beaver Creek | Superkombinacja | 2:36,10    | +3,23  | Marcel Hirscher      |
| DNF1    | 13 lutego | 2015 | Vail/Beaver Creek | Gigant          | 2:34,16    | -      | Ted Ligety           |
| DNF1    | 15 lutego | 2015 | Vail/Beaver Creek | Slalom          | 1:57,47    | -      | Jean-Baptiste Grange |
| 35.     | 9 lutego  | 2017 | Sankt Moritz      | Supergigant     | 1:25,38    | +4,40  | Erik Guay            |
| 18.     | 13 lutego | 2017 | Sankt Moritz      | Superkombinacja | 2:26,33    | +1,82  | Luca Aerni           |
| DNF1    | 17 lutego | 2017 | Sankt Moritz      | Gigant          | 2:13,31    | -      | Marcel Hirscher      |
| DNF2    | 19 lutego | 2017 | Sankt Moritz      | Slalom          | 1:34,75    | -      | Marcel Hirscher      |

### Mistrzostwa świata juniorów
| Miejsce | Dzień       | Rok  | Miejscowość       | Konkurencja | Czas biegu | Strata | Zwycięzca               |
| ------- | ----------- | ---- | ----------------- | ----------- | ---------- | ------ | ----------------------- |
| DSQ2    | 31 stycznia | 2010 | Region Mont Blanc | Gigant      | 2:17,55    | -      | Mathieu Faivre          |
| DNF1    | 1 lutego    | 2010 | Region Mont Blanc | Supergigant | 1:29,71    | -      | Maxence Muzaton         |
| 22.     | 2 lutego    | 2010 | Region Mont Blanc | Slalom      | 1:30,97    | +4,98  | Reto Schmidiger         |
| 65.     | 4 lutego    | 2010 | Region Mont Blanc | Zjazd       | 1:19,32    | +4,49  | Mattia Casse            |
| DNF2    | 30 stycznia | 2011 | Crans-Montana     | Gigant      | 2:19,62    | -      | Alexis Pinturault       |
| 22.     | 31 stycznia | 2011 | Crans-Montana     | Slalom      | 1:28,54    | +4,95  | Reto Schmidiger         |
| 59.     | 3 lutego    | 2011 | Crans-Montana     | Zjazd       | 1:37,34    | +4,92  | Boštjan Kline           |
| 52.     | 4 lutego    | 2011 | Crans-Montana     | Supergigant | 1:22,44    | +3,92  | Boštjan Kline           |
| 14.     | 2 marca     | 2012 | Roccaraso         | Zjazd       | 1:11,99    | +1,70  | Ryan Cochran-Siegle     |
| DNF     | 3 marca     | 2012 | Roccaraso         | Supergigant | 1:02,73    | -      | Ralph Weber             |
| 22.     | 7 marca     | 2012 | Roccaraso         | Gigant      | 2:39,50    | +2,13  | Henrik Kristoffersen    |
| DSQ2    | 9 marca     | 2012 | Roccaraso         | Slalom      | 1:38,44    | -      | Santeri Paloniemi       |
| 19.     | 22 lutego   | 2013 | Québec            | Zjazd       | 1:30,95    | +2,55  | Nils Mani               |
| 37.     | 24 lutego   | 2013 | Québec            | Supergigant | 58,49      | +2,22  | Thomas Mayrpeter        |
| 11.     | 25 lutego   | 2013 | Québec            | Gigant      | 2:20,75    | +1,77  | Aleksander Aamodt Kilde |
| 13.     | 26 lutego   | 2013 | Québec            | Slalom      | 1:59,40    | +4,58  | Manuel Feller           |
| 6.      | 26 lutego   | 2013 | Québec            | Kombinacja  | ?          | ?      | Henrik Kristoffersen    |

### Puchar Świata

#### Miejsca w klasyfikacji generalnej
- sezon 2013/2014: 145.
- sezon 2014/2015: 130.
- sezon 2017/2018: 57.
- sezon 2018/2019: 81.

#### Miejsca na podium w zawodach
1. Wengen – 12 stycznia 2018 (superkombinacja) – 2. miejsce